# Камински, Мик
Мик Камински (англ. Mik Kaminski; 2 сентября 1951, Харрогит) — британский музыкант, скрипач, наибольшую известность получивший как участник группы Electric Light Orchestra, с которой он записал несколько альбомов в период с 1973 по 1980 год, а также участвовал в концертных турах с 1981 по 1986. Участник групп Electric Light Orchestra Part II (1991 — 2000) и The Orchestra. 
Принимал участие в недолговечной группе Violinski, в которую также входил другой бывший участник ELO Майк де Альбукерке. 

## Дискография
Electric Light Orchestra
- On the Third Day (1973)
- Eldorado (1974)
- Face the Music (1975)
- A New World Record (1976)
- Out of the Blue (1977)
- Discovery (1979)
- Secret Messages (1983)